# Maurizio Mattioli
Maurizio Mattioli (Gorga, 3 giugno 1950) è un attore, doppiatore e comico italiano.

## Biografia
La sua carriera cinematografica inizia presto, con alcune interpretazioni minori già negli anni settanta, arrivando complessivamente a circa 100 film interpretati per il grande schermo. Interpreta spesso la figura del romano di periferia, rozzo e cialtrone. In anni più recenti ha dato vita a personaggi di cafone arricchito, come nel film Un'estate ai Caraibi in cui interpreta un faccendiere che sfrutta il suo segretario. Dopo aver recitato a teatro in Un paio d'ali nel 1997 e in Rugantino nel 1998, ha interpretato il ruolo di Alberto Dominici nelle quattro stagioni della fiction Un ciclone in famiglia, e quello di Augusto Cesaroni, nella prima, quinta e sesta serie de I Cesaroni.
Tra le sue altre interpretazioni, quella di Nino Diamanti in Anni '60. In televisione ha dato vita a diverse parodie, tra le quali quella di Bill Clinton e di vari altri personaggi negli spettacoli del Bagaglino, della cui compagnia ha fatto parte per molti anni. Ha doppiato numerosi personaggi in cartoni animati e film di animazione, tra cui Z la formica e La gang del bosco, e dal 2007 presta la voce al personaggio di Dog Chapman, nella serie Dog the Bounty Hunter, trasmessa in Italia sul canale GXT della piattaforma Sky. Dal 1998 per le successive tre edizioni messe in scena fa parte del cast teatrale di Rugantino. Nel luglio 2014 ha ricevuto il riconoscimento speciale Leggio d'oro Alberto Sordi.
Nel 2010 ha inciso anche un CD dal titolo Un po' Roma e un po' no, che comprende 13 canzoni, alcune delle quali tratte dallo spettacolo Rugantino. Nel 2019 partecipa al film A mano disarmata. Il 14 maggio 2024 partecipa all'intitolazione di una piazza a Franco Califano a Roma nel III Municipio e al successivo concerto-evento in omaggio al cantautore scomparso, insieme ad Alberto Laurenti e Nadia Natali. Nel 2024 partecipa al primo docufilm internazionale "Alberto Sordi secret" sulla vita privata del grande attore, scritto e diretto da suo cugino Igor Righetti, interpretando il ruolo del nonno fornaio di Valmontone. Il docufilm è stato presentato anche alla Festa del Cinema di Roma.

## Vita privata
Mattioli, che si considera un credente dubbioso, si è sposato tre volte: 
- la prima moglie fu una donna di nome Patrizia da cui ebbe una figlia, Francesca, nata l'11 luglio 1974. Il matrimonio finì con un divorzio.
- il 16 ottobre 2014 venne a mancare la sua seconda moglie Barbara Divita, rimasta paralizzata per un incidente stradale avvenuto sette anni prima.[5] La coppia era sposata dal 1977 e non aveva avuto figli.[6]
- il 14 gennaio 2024 ha sposato a Gorga, suo paese d'origine, la sua nuova compagna Simonetta Benincasa.[7]

## Procedimenti giudiziari
Nel 1995 venne arrestato per spaccio di cocaina; rimase un mese detenuto nel carcere di Poggioreale a Napoli. Nel 1996 è stato rinviato a giudizio; al termine del processo fu tuttavia assolto dalle accuse.

## Filmografia

### Cinema
- Piedone lo sbirro, regia di Steno (1973) – non accreditato
- Patroclooo!... e il soldato Camillone, grande grosso e frescone, regia di Mariano Laurenti (1973)
- Il colonnello Buttiglione diventa generale, regia di Mino Guerrini (1974)
- La polizia accusa: il Servizio Segreto uccide, regia di Sergio Martino (1975)
- Morte sospetta di una minorenne, regia di Sergio Martino (1975)
- La poliziotta fa carriera, regia di Michele Massimo Tarantini (1976)
- Italia a mano armata, regia di Franco Martinelli (1976)
- Napoli spara!, regia di Mario Caiano (1977)
- Kakkientruppen, regia di Marino Girolami (1977)
- Mannaja, regia di Sergio Martino (1977)
- Porco mondo, regia di Sergio Bergonzelli (1978)
- La soldatessa alle grandi manovre, regia di Nando Cicero (1978)
- Borotalco, regia di Carlo Verdone (1982)
- Ricchi, ricchissimi... praticamente in mutande, regia di Sergio Martino (1982)
- Quella peste di Pierina, regia di Michele Massimo Tarantini (1982)
- W la foca, regia di Nando Cicero (1982)
- Più bello di così si muore, regia di Pasquale Festa Campanile (1982)
- Assassinio al cimitero etrusco, regia di Sergio Martino (1982)
- Porca vacca, regia di Pasquale Festa Campanile (1982)
- Scusa se è poco, regia di Marco Vicario (1982)
- Fuori dal giorno, regia di Paolo Bologna (1982)
- Sfrattato cerca casa equo canone, regia di Pier Francesco Pingitore (1983)
- Razza violenta, regia di Fernando Di Leo (1984)
- Due strani papà, regia di Mariano Laurenti (1984)
- Casa mia, casa mia..., regia di Neri Parenti (1988)
- Le finte bionde, regia di Carlo Vanzina (1989)
- Fratelli d'Italia, regia di Neri Parenti (1989)
- Tre colonne in cronaca, regia di Carlo Vanzina (1990)
- Rossini! Rossini!, regia di Mario Monicelli (1991)
- Nottataccia, regia di Duccio Camerini (1992)
- Nel continente nero, regia di Marco Risi (1992)
- Anni 90, regia di Enrico Oldoini (1992)
- Gole ruggenti, regia di Pier Francesco Pingitore (1992)
- Mille bolle blu, regia di Leone Pompucci (1993)
- Vacanze di Natale '95, regia di Neri Parenti (1995)
- Fantozzi - Il ritorno, regia di Neri Parenti (1996)
- In barca a vela contromano, regia di Stefano Reali (1997)
- I fobici, regia di Giancarlo Scarchilli (1999)
- Il cielo in una stanza, regia di Carlo Vanzina (1999)
- Tifosi, regia di Neri Parenti (1999)
- Se lo fai sono guai, regia di Michele Massimo Tarantini (2001)
- Il pranzo della domenica, regia di Carlo Vanzina (2003)
- Verso nord, regia di Stefano Reali (2003)
- Raul - Diritto di uccidere, regia di Andrea Bolognini (2004)
- Il tramite, regia di Stefano Reali (2005)
- I giorni perduti, regia di Bruno Gaburro (2006)
- Il lupo, regia di Stefano Calvagna (2007)
- Io non c'entro, regia di Alfonso Ciccarelli (2007)
- Questa notte è ancora nostra, regia di Paolo Genovese e Luca Miniero (2008)
- Un'estate al mare, regia di Carlo Vanzina (2008)
- Un'estate ai Caraibi, regia di Carlo Vanzina (2009)
- La vita è una cosa meravigliosa, regia di Carlo Vanzina (2010)
- Dopo quella notte, regia di Giovanni Galletta (2010)
- Immaturi, regia di Paolo Genovese (2011)
- Almeno tu nell'universo, regia di Andrea Biglione (2011)
- Box Office 3D - Il film dei film, regia di Ezio Greggio (2011)
- Immaturi - Il viaggio, regia di Paolo Genovese (2012)
- Buona giornata, regia di Carlo Vanzina (2012)
- Operazione vacanze, regia di Claudio Fragasso (2012)
- Una donna per la vita, regia di Maurizio Casagrande (2012)
- Viva l'Italia, regia di Massimiliano Bruno (2012)
- E io non pago - L'Italia dei furbetti, regia di Alessandro Capone (2012)
- Una famiglia perfetta, regia di Paolo Genovese (2012)
- Un angelo all'inferno, regia di Bruno Gaburro (2013)
- Mai Stati Uniti, regia di Carlo Vanzina (2013)
- Sono un pirata sono un signore, regia di Eduardo Tartaglia (2013)
- Rabbia in pugno, regia di Stefano Calvagna (2013)
- Universitari - Molto più che amici, regia di Federico Moccia (2013)
- Sapore di te, regia di Carlo Vanzina (2014)
- Due neri per caso, regia di Claudio Fragasso (2013)
- La prima stella cadente, regia di Giulio Base (2013)
- Tutta colpa di Freud, regia di Paolo Genovese (2014)
- Tre tocchi, regia di Marco Risi (2014)
- Ambo, regia di Pierluigi Di Lallo (2014)
- Quando si muore... si muore!, regia di Carlo Fenizi (2014)
- Sei mai stata sulla Luna?, regia di Paolo Genovese (2015)
- Le leggi del desiderio, regia di Silvio Muccino (2015)
- Fausto e Furio - nun potemo perde, regia di Lucio Guadino (2015)
- Tutto può accadere nel villaggio dei miracoli, regia di Modestino di Nenna (2016)
- Fratelli di sangue, regia di Pietro Tamaro (2016)
- Non si ruba a casa dei ladri, regia di Carlo Vanzina (2016)
- MMA Love Never Dies, regia di Riccardo Ferrero (2016)
- Super vacanze di Natale, regia di Paolo Ruffini (2017)
- Italian Business, regia di Mario Chiavalin (2017)
- Made in China napoletano, regia di Simone Schettino (2017)
- Il crimine non va in pensione, regia di Fabio Fulco (2017)
- Sconnessi, regia di Christian Marazziti (2018)
- Un figlio a tutti i costi, regia di Fabio Gravina (2018)
- Non è vero ma ci credo, regia di Stefano Anselmi (2018)
- A mano disarmata, regia di Claudio Bonivento (2019)
- Passpartù - operazione doppiozero, regia di Lucio Bastolla (2019)
- Ammen, regia di Ciro Villano (2020)
- Lockdown all'italiana, regia di Enrico Vanzina (2020)
- 2 fantasmi di troppo, regia di Nunzio e Paolo (2021)
- L'amore allegro, regia di Francesco Bonelli (2022)
- La banda del Buffardello e il manoscritto di Leonardo Da Vinci, regia di Mario Chiavalin (2022)
- Tic toc, regia di Davide Scovazzo (2023)
- Un matrimonio mostruoso, regia di Volfango De Biasi (2023)
- Avanzers - Italian Superheroes, regia di Cosimo Bosco (2023)
- Mamma qui comando io, regia di Federico Moccia (2023)
- La seconda chance, regia di Umberto Carteni (2023)
- Alberto Sordi secret, regia di Igor Righetti (2024)

### Televisione
- Ferragosto OK, regia di Sergio Martino – miniserie TV (1986)
- Mino - Il piccolo alpino, regia di Gianfranco Albano – miniserie TV (1986)
- I ragazzi della 3ª C, regia di Claudio Risi – serie TV (1987)
- Un'australiana a Roma, regia di Sergio Martino – film TV (1987)
- Provare per credere, regia di Sergio Martino – film TV (1988)
- Casa Vianello – serie TV (1988)
- Stazione di servizio, regia di Felice Farina – serie TV (1989-1990)
- Classe di ferro 2, regia di Bruno Corbucci – serie TV (1991)
- Quelli della speciale, regia di Bruno Corbucci – serie TV (1992)
- I ragazzi del muretto – serie TV (1993-1996)
- Una storia italiana, regia di Stefano Reali – miniserie TV (1993)
- Per amore o per amicizia, regia di Paolo Poeti – film TV (1993)
- Ladri si nasce, regia di Pier Francesco Pingitore – film TV (1997)
- I misteri di Cascina Vianello – serie TV (1997)
- Ladri si diventa, regia di Fabio Luigi Lionello – film TV (1998)
- Ultimo, regia di Stefano Reali – miniserie TV (1998)
- Le ragazze di piazza di Spagna, regia di Riccardo Donna e Gianfrancesco Lazotti – serie TV (1998)
- Cuori in campo, regia di Stefano Reali – film TV (1998)
- Anni '50, regia di Carlo Vanzina – miniserie TV (1998)
- Tre stelle, regia di Pier Francesco Pingitore – miniserie TV (1999)
- Anni '60, regia di Carlo Vanzina – miniserie TV (1999)
- Villa Ada, regia di Pier Francesco Pingitore – film TV (1999)
- La casa delle beffe, regia di Pier Francesco Pingitore – miniserie TV (2001)
- Cuccioli, regia di Paolo Poeti – miniserie TV (2002)
- La palestra, regia di Pier Francesco Pingitore – film TV (2003)
- O la va, o la spacca, regia di Francesco Massaro – miniserie TV (2004)
- Un ciclone in famiglia, regia di Carlo Vanzina – serie TV (2005-2008)
- I colori della vita, regia di Stefano Reali – miniserie TV (2005)
- I Cesaroni, regia di Francesco Vicario – serie TV (2006, 2012, 2014)
- Domani è un'altra truffa, regia di Pier Francesco Pingitore – film TV (2006)
- Di che peccato sei?, regia di Pier Francesco Pingitore – film TV (2007)
- Piper, regia di Carlo Vanzina – film TV (2007)
- Il sangue e la rosa – serie TV (2008)
- VIP, regia di Carlo Vanzina – film TV (2008)
- Piper, regia di Francesco Vicario – miniserie TV (2009)
- Un coccodrillo per amico, regia di Francesca Marra – film TV (2009)
- Lo scandalo della Banca Romana, regia di Stefano Reali – miniserie TV (2010)
- Terra ribelle, regia di Cinzia TH Torrini – serie TV (2010)
- Come un delfino, regia di Stefano Reali – miniserie TV (2011-2013)
- Caruso, la voce dell'amore, regia di Stefano Reali – miniserie TV (2012)
- Una notte da paura, regia di Claudio Fragasso – film TV (2012)
- Natale a 4 zampe, regia di Paolo Costella – film TV (2012)
- Un angelo all'inferno, regia di Bruno Gaburro – film TV (2013)
- Il meglio di me, regia di Maurizio Mattioli - spettacolo TV (2017)
- Immaturi - La serie, regia di Rolando Ravello – serie TV (2018)
- Din Don - Una parrocchia in due, regia di Claudio Norza – film TV (2018)
- Din Don - Il ritorno, regia di Paolo Geremei – film TV (2019)
- Din Don - Un paese in due, regia di Paolo Geremei – film TV (2020)
- Din Don - Il paese dei balocchi, regia di Paolo Geremei – film TV (2021)
- Din Don - Bianco Natale, regia di Paolo Geremei – film TV (2022)
- Riso e Cipolla - Storia di Enzo Salvi, regia di Manuel de Pandis (2023)
- Din Don - La magia del cinema, regia di Paolo Geremei — film TV (2024)
- Fragili, regia Raffaele Mertes – miniserie TV (2024)

## Teatro
- Il magnifico cornuto, regia di Enrico Maria Salerno (1979)
- Rugantino, regia di Enrico Brignano (1998, 2001, 2004, 2010)
- Era ora!, scritto e diretto da Stefano Reali (2014)
- Il Conte Tacchia di Toni Fornari, regia di Gino Landi (2015)
- E qua so' io!... Un Maurizio di nome Fabrizi, testo e regia di Giuseppe Manfridi (2016)
- Paìno e Proietti er Cravattaro, regia di Claudio Fabi (2017)
- One man show (2017)
- Ancora era ora!, regia di Stefano Reali (2017)
- Febbre da cavallo, regia di Claudio Insegno (2017)
- Tana X Mattioli di Maurizio Mattioli e Marco Tana (2018)
- L'operazione, scritto e diretto da Stefano Reali (2018)
- Ecchime qua! di Maurizio Mattioli (2019-2021)
- Io nun piango (o almeno ce provo) di Maurizio Mattioli (2022)
- Stasera sarò Franco…Tributo al Maestro Califano di Maurizio Mattioli (dal 2022)

## Doppiaggio

### Film cinema
- James Gandolfini in Get Shorty
- Allen Payne in New Jack City
- Danny Glover in L'uomo della pioggia - The Rainmaker
- John Candy in Nient'altro che guai
- Chris Farley in Airheads - Una band da lanciare
- Donald Gibb in La rivincita dei nerds
- Kevin Chamberlin in Die Hard - Duri a morire
- Bill Nunn in Sister Act - Una svitata in abito da suora
- Rubén Blades in Chinese Box
- Jay Chevalier in Scandalo Blaze
- Frankie J. Holden in Un grido nella notte
- Walter Olkewicz in Fuoco cammina con me
- Maury Chaykin in Mio cugino Vincenzo
- John DiSanti in Miracolo sull'8ª strada
- Travis McKenna in Batman - Il ritorno

### Film d'animazione
- Spartaco Sparapanzi ne La gang del bosco
- Barbatus in Z la formica
- Jetro in Il principe d'Egitto
- Slimer in I nostri eroi alla riscossa
- Trentatrippe in Johan Padan a la descoverta de le Americhe
- Maynott in Un mostro a Parigi

### Telefilm
- Ted Lange in Love Boat (2ª voce)
- Fred Applegate in Dalle 9 alle 5, orario continuato
- Thomas Haden Church in Wings
- Sandy Ward in Malcolm
- Ronald Reagan in Willy, il principe di Bel-Air
- Il cane Tequila in Tequila e Bonetti
- Michael Horse ne I segreti di Twin Peaks.

### Reality show
- Duane "Dog" Chapman in Dog: cacciatore di taglie

### Soap opera e telenovelas
- Ruben Maravini in Povera Clara
- Javier Ruán in Cuore selvaggio[10]

### Serie animate
- Grande Vecchio Rana Toro, Jack e Vari in Bear nella grande casa blu
- Chopper in Iacchi Du-Du
- Mungo in Isidoro
- Efesto in C'era una volta... Pollon
- Todd in Il fiuto di Sherlock Holmes